# Rufus King
Rufus King (24 de março de 1755 — 29 de abril de 1827) foi um advogado, político e diplomata norte-americano. Ele era deputado de Massachusetts. Também participou da Constituinte e foi um dos signatários da Constituição dos Estados Unidos em 17 de setembro de 1787, em Filadélfia, Pensilvânia.
King representou Nova Iorque no Senado dos Estados Unidos e foi candidato a Vice-Presidente (1804 e 1808)  e a presidente dos Estados Unidos (1816) pelo Partido Federalista.